# Pat Spencer
Patrick Andrew "Pat" Spencer, född 4 juli 1996 i North Wales i Pennsylvania, är en amerikansk professionell basketspelare (PG/SG) som spelar för Golden State Warriors i National Basketball Association (NBA).
Han har spelat som proffs i Tyskland.
Spencer blev aldrig NBA-draftad.
Innan han blev proffs studerade Spencer vid Loyola University Maryland och spelade lacrosse för deras idrottsförening Loyola Greyhounds. Inför sitt sista universitetsår blev han överförd till Northwestern University för att spela basket för Northwestern Wildcats.
Han är bror till Cam Spencer.